# 1764 Cogshall
1764 Cogshall eller 1953 VM1 är en asteroid i huvudbältet, som upptäcktes 7 november 1953 av Indiana Asteroid Program vid Indiana University Bloomington med Goethe Link Observatory. Asteroiden har fått sitt namn efter Wilbur A. Cogshall.
Asteroiden har en diameter på ungefär 26 kilometer och den tillhör asteroidgruppen Themis.